# Mayorazgo de Dávila
El mayorazgo de los Dávila fue creado el 23 de agosto de 1554 por Francisco Dávila, en la ciudad de Santo Domingo, en la persona de su sobrino Gaspar Dávila. Francisco Dávila era  oidor, tesorero real, Regidor perpetuo y capitán en La Española, fue uno de los más ricos encomenderos.

## Creación del mayorazgo
Francisco Dávila, llegado a La Española en 1509, ya había fundado el 20 de octubre de 1520 Hato Mayor del Rey como una porción de tierra que se dedicaba a la ganadería y la agricultura. El mayorazgo era una institución del derecho civil de Castilla que permitía mantener la propiedad de determinados derechos o bienes en el seno de una familia.

## Herederos del mayorazgo

### Francisco Dávila
Nació en Santo Domingo de Silos (Burgos), en el año 1488. Tenía cuatro hermanos: Sebastián; Ana, María y Aldonza. Casó con Beatriz del Arroyo. Fueron sus hijos: Pedro, Aldonza, y Francisca Dávila, Francisco arribó en la isla de Santo Domingo en el año 1509.
El 20 de octubre de 1520 fundó Hato Mayor del Rey, como una porción de tierra que se dedicaba a la ganadería y la agricultura. Los primeros pobladores de Hato Mayor fueron negros esclavos traídos del continente africano por Francisco.
Instituyó el Mayorazgo de Dávila el 14 de diciembre del año 1541, fundando el Mayorazgo de Dávila en la ciudad de Santo Domingo el día 23 de agosto del año 1554, con la facultad real en derecho necesaria, a favor de su sobrino Gaspar Dávila, ya que este por no haber contraído matrimonio, decidió testar el Mayorazgo a favor de Gaspar Dávila, desheredando así a sus hijos naturales, ante el escribano de su majestad Diego de Herrera.
El 22 de agosto de 1554 decide hacer su testamento. El mismo establece las bases mediante las cuales habrá de administrarse los bienes del Mayorazgo Dávila. Precisa que su sobrino Gaspar Dávila sea el primero en heredarlo. Prohíbe que pase a manos de mujer, siempre y cuando existan consanguíneos suyos hasta el tercer grado; pero tendrá que ser muy virtuosa si llegara a tenerlo, o de lo contrario será pasado a la Iglesia católica para obras de caridad y de edificaciones eclesiásticas. Manda que el diez por ciento del oro de Cotuí sea para su iglesia de la infancia dedicada al culto de Nuestra Señora de las Viñas, cerca de la villa de Aranda de Duero, España. Exige que su cuerpo descanse en la Capilla de los Remedios o Dávila, definiendo los ceremoniales, los componentes y los invitados a su funeral. Destina contribuciones a iglesias y a conventos de la ciudad colonial; entre otros tantos deseos. El 6 de octubre de 1554 fue modificado el Testamento que don Francisco efectuara, lo que a decir de algunos parientes sucedió en estado de locura.
Murió en la ciudad de Santo Domingo el 22 de diciembre de 1554, siendo sepultado en Capilla de los Remedios.

### Gaspar Dávila
Nació en Santo Domingo de Silos, una comunidad próxima a Aranda de Duero, comunidad de la provincia de Burgos, España. Fue hijo de Hernando de Berlanga y Ana de Dávila, hermana de Francisco Dávila. Casó con Isabel Otáñez en España.
Fue sobrino de Francisco Dávila. Primer heredero del Mayorazgo y fundador de este. Gaspar participó en la fundación del Mayorazgo de los Dávila en la ciudad de Santo Domingo el 23 de agosto de 1554, por el motivo de que Francisco Dávila decidió otorgar el Mayorazgo a su sobrino en vez de sus hijos, ya su tío no había contraído matrimonio y esto violentaba el Mayorazgo. 
En su estancia en la isla se enamoró de Leonor Verdugo, la cual estaba casada con el Oidor Escobar, al cual Gaspar Dávila envenenó para casarse con su esposa y dejar olvidado su matrimonio en España con Isabel Otáñez. Fue acusado por el asesinato cometido, pasando sus últimos años en la cárcel, perdiendo los derechos el Mayorazgos. Su destierro fue en la ciudad de Sevilla, España el 31 de enero de 1567, perdiendo todos los bienes de su Mayorazgo.
Gaspar Dávila murió en el año 1570.

### Juan Dávila Daza
Era hijo de Luis Daza y de su esposa Francisca de Mena.  Se casó con Elvira Dávila Guillén, nieta de contador Alonso Dávila, uno de los caballeros acompañantes del virrey Diego Colón, y de Elvira Guillén, primera con ese nombre en la familia y miembro, también, de la corte de la virreina María de Toledo. Tuvo que usar el apellido Dávila, antepuesto al de Daza, por requisitos del Mayorazgo.
No pudo ocupar el cargo de regidor del Cabildo de Santo Domingo, nombrado el año de su partida.
Por concilio de 1554, entra al Mayorazgo de Dávila, quedando nulo el testamento que mandaba a Francisco de España. Juan asumió el Mayorazgo desde el destierro de Gaspar Dávila el 31 de enero de 1567, hasta el día en que Juan dio a su muerte en el año 1597, siendo este el segundo heredero del Mayorazgo.

### Luis Dávila Guillén
Hijo de Juan Dávila Daza y Elvira Dávila Guillén. Casó con María Colón de Toledo, nieta de los virreyes Diego Colón y María de Toledo; y biznieta de Cristóbal Colón, con la que procreó a Luis Dávila Colón de Toledo.
Juan Dávila Guillen asumió el Mayorazgo por menos de dos años por motivo de su muerte, siendo éste el tercer heredero de los territorios de Hato Mayor del Rey.
Murió en 1598, dejando el Mayorazgo a su hijo Luis Dávila Colón de Toledo.

### Luis Dávila Colón de Toledo
Hijo del matrimonio de Luis Dávila Benavides y María Colón de Toledo. Casó con María de Rojas y Guzmán, la cual dejó porque aquella no le procreó hijos, reanudando su vida matrimonial con Francisca Sandoval. Con Francisca procreó a Cristóbal Dávila Sandoval.
Luis Dávila Colón de Toledo, fue uno de los personajes más influyentes de la colonia a fines del siglo XVI, como uno de los postreros representantes en la isla de la familia Colón. Este contrajo el Mayorazgo tras la muerte de su padre, durando desde 1598 hasta 1630, siendo este el heredero que más duro con estas tierras. Por Real Cédula del 9 de noviembre de 1639 fue confirmada la venta de unos de los bienes del Mayorazgo, ya efectuada por escritura del 24 de julio de 1632, en que intervinieron Francisca Sandoval, que con licencia de su marido vendió a Gregorio de Sampayo, habiendo procedido con las de ley “para las cuales fue citado don Gómez Dávila Benavides, inmediato sucesor en él”. Eran dos solares; transacción por 1 300 ducados de vellón de la moneda de la Isla.
Su progenitor permaneció trabajando durante cinco años como pretensor al Ducado de Veragua, en nombre de su hijo. Ejerció de Alguacil Mayor de la Real Audiencia de la isla.
Luis Dávila Colón fue el cuarto heredero del Mayorazgo de los Dávila.

### Cristóbal Dávila Sandoval
Hijo de Luis Dávila Colón de Toledo y Francisca Sandoval. Casó con doña Isabel Sosa. Fue el quinto heredero del Mayorazgo, durando quince años en el puesto, desde 1630 hasta 1645, desconociéndose la pérdida del Mayorazgo. Fue sustituido por Mariana Dávila Benavides.

### Mariana Dávila Benavides
Casó con don Rodrigo VI de Bastidas en el año 1642, cuando tenía veintitrés años de edad. Procrearon a Ana María Dávila Bastidas.
Es la primera mujer que hereda el Mayorazgo, por haber sido escogida al morir Luis Dávila Colón de Toledo. A ella corresponde la gloria de desplazar a todos los hombres que heredaban aquellos bienes.
Murió en el año 1694.

### Ana María Dávila Bastidas
Fueron sus padres Rodrigo VI de Bastidas y Mariana Dávila Benavides. Fue su bisabuelo Juan Dávila Daza. Casó con don Antonio Landeche en 1698, personaje principal de su época que portaba el Pendón Real en los actos públicos. Fueron sus hijos Francisco Antonio Dávila Landeche y Josefa Dávila Landeche.
Llegó a ser titular del Mayorazgo de Dávila y quien, al contraer matrimonio con Gonzalo IV Fernández de Oviedo, tuvo que renunciar al mayorazgo para asumir el de los Bastidas, en 1715. Este mayorazgo era el segundo en importancia, después del Mayorazgo del Colón.
Murió años después de abandonar el Mayorazgo de Dávila, en 1716. Los antepasados de Hato Mayor del Rey asignan a esta señora el motivo de llamarse Doña Ana a la cueva y paraje, porque era de su preferencia estos sitios al hato de La Pringamosa como estancia solariega.

### Francisco Antonio Dávila Landeche
Fueron sus padres don Antonio Landeche y Ana María Dávila Bastida. Tras la muerte de su madre en 1716 y de su padre en 1720, Francisco Antonio asume el Mayorazgo a la edad de dieciocho años, debiendo tener la edad de veinticinco años de edad. 
Cinco años más adelante a este joven le sorprende la muerte, dejando el Mayorazgo a cargo de su hermana Josefa Dávila Landeche.

### Josefa Dávila Landeche
Fueron sus padres don Antonio Landeche y Ana María Dávila Bastida. Casó con Don Antonio Coca y Landeche Vevers, procreando a Josefa Ignacia y Diego, quien fue Capitán Real. 
En 1721 adquiere el Mayorazgo dejado por su hermano Francisco Antonio Dávila Landeche. Tras la unión con Antonio Coca y Landeche Vevers, el Mayorazgo pasa por primera vez a manos de otro apellido, extinguiéndose su apellido por descendencia legal.

### Damián Coca Landeche Bastidas
Fueron sus padres Antonio Coca y Landeche Vevers y Juana de Bastidas. Fue su hermano, Antonio María Coca Landeche Bastidas. 
Entra al Mayorazgo en 1789 y durante su tenencia llega el Tratado de Basilea, firmado entre España y Francia, el cual puso definitivamente fin al dominio de la primera sobre el territorio de la isla de Santo Domingo. Ese dominio se había comenzado a perder desde mediado del siglo XVII, con la presencia de nacionales franceses, ingleses, holandeses y de otras potencias enemigas de España. Durante este proceso muchos colonos españoles huyen de la isla. 
En 1801 emigra a Puerto Rico y en 1804 Jean-Louis Ferrand emite un decreto secuestrando todas las propiedades de los habitantes de la parte Española, que se han embarcado sin pasaporte.

### Antonio María Coca Landeche Bastidas
Fueron sus padres Antonio Coca y Landeche Vevers y Juana de Bastidas. Su hermano, Damián Coca Landeche Bastidas. Casó con doña Josefa Figueroa Torres de Navarra, la madre de doña María Manuela Coca y Figueroa, quien fuese mujer de Domingo de la Rocha y Angulo. 
En 1800 recibe los bienes del extinguido Mayorazgo. En 1820 y 1821 se suscitaron dificultades acerca de la partición de las propiedades del Mayorazgo entre Antonio María Coca y Felipe Fernández de Castro; pero la discusión del asunto por los tribunales españoles quedó suspensa por el cambio político efectuado por Núñez de Cáceres y sobre todo por la invasión haitiana de la parte española de Santo Domingo en 1822.
Es en 1826 cuando pactan ante un notario de Santo Domingo el reparto de los bienes. El Hato Mayor del Rey tocó a los Coca, pero demás bienes del extinguido Mayorazgo correspondieron a Fernández de Castro.

### Felipe Fernández de Castro
Nació en Puerto Rico. Hijo de Felipe Fernández y Anastasia Real, naturales de Salamanca. Casó con Manuela Suero Flores, natural de Madrid, hija de Vicente Suero y Josefa Flores. Fue su hijo Manuel Fernández Suero, quien nació el 25 de diciembre de 1825.
En 1820 y 1821 se suscitaron dificultades acerca de la partición de las propiedades del Mayorazgo entre Antonio María de Coca y Felipe Fernández de Castro; pero la discusión del asunto por los tribunales españoles quedó suspensa por el cambio político efectuado por Núñez de Cáceres y sobre todo por la invasión haitiana de la parte española de Santo Domingo en 1822.
Considerándose súbdito español, es desterrado a Puerto Rico desde el 11 de mayo de 1822. Poco después representó que poseía en Santo Domingo el mayor Mayorazgo que en la isla había. El ostracismo de los Coca lo forzó a vender parte de sus bienes a Fernández de Castro, quizás por sumas bajas. En este año el gobierno haitiano decretó el secuestro de los bienes inmuebles pertenecientes a los que emigraron siguiendo la bandera de España. 
Es en 1826 cuando pactan ante un notario de Santo Domingo el reparto de los bienes. El Hato Mayor del Rey tocó a los Coca, pero demás bienes del extinguido Mayorazgo correspondieron a Fernández de Castro.

### María Manuela Coca y Figueroa
Nació en Jerez de la Frontera, provincia de Cádiz, España. Fueron sus padres Antonio María Coca Landeche Bastidas y Josefa Figueroa Torre de Navarra. Esposa de Domingo de la Rocha Angulo. 
Continuo durante el gobierno de Haití poseyendo, como le fue posible, los bienes raíces que quedaban del expresado Mayorazgo. Buena parte de ellos pasaron en ese tiempo a manos indebidas. 
El 4 de enero de 1826, ante el notario Don José María Pérez, se hizo una transacción que arreglaba para siempre la división de los pocos bienes que quedaban del Mayorazgo. Ese arreglo fue hecho entre María Manuela Coca y Josefa de Coca, hija y heredera de Antonio Coca Landeche, de una parte, y Felipe Fernández de Castro, por otra, en su nombre y en representación de su madre, Anastasia Real viuda de Castro, sus hermanos e hijos legítimos Felipe Fernández de Castro y Anastasia Real. Las tierras del extenso hato de la Pringamosa fueron parte de los bienes que tocaron a Manuela Coca. Los demás terrenos quedaron a disposición de los Fernández de Castro.
Murió en el año 1886.

### María de las Mercedes de la Rocha Landeche de Fernández y Coca
Mª. de las Mercedes de la Rocha Landeche fundó Hato Mayor del Rey donando sus terrenos a personas sin tierra.

## Casa de Dávila
La casa de Dávila situada en la calle Las Damas fue construida durante el primer tercio del siglo XVI caracterizándose no solo por ser una de las más completas construcciones de los tiempos de la colonia, sino porque es parte de un complejo de construcciones en el que se incluyera una capilla privada y un fortín también de uso privado, mirando hacia el río Ozama.
Se trata de una residencia con decoración nobiliaria, ubicada además, en un lugar estratégico, en el centro de donde se localizaba todas las residencias más importantes de la era colonial. La casa de Dávila es complejo de tres construcciones que incluyen la casa de la familia, el llamado "Fuerte Invencible", que cubría parte de la entrada al río Ozama, y la Capilla de los Remedios, una joya arquitectónica de la época.
La casa de familia presenta arquerías mirando hacia un patio interior cuadrado elevado en dos plantas. Amplias habitaciones y pasillos con arcadas caracterizan el edificio.
La familia Dávila fue privilegiada con el solar donde construyeron esta residencia, al llegar en un viaje junto al Gobernador Nicolás de Ovando. Como manera de agradar a los que llegaron en este viaje y al gobernador se les otorgaron estas facilidades.
En 1712, el "Fuerte del Invencible" había pasado a llamarse "Fuerte de Don Antonio".  En la actualidad este edificio histórico lo ocupa el Hostal Nicolás de Ovando, donde se hospedan turistas.